# Карымсак
Карымсак (каз. Қарымсақ, до 1999 г. — Красногоровка) — село в Кербулакском районе Жетысуской области Казахстана. Входит в состав Жайнак батырского сельского округа. Код КАТО — 194637500.
У села Карымсак реки Когалы и Байтерек сливаются, образуя реку Биже.

## Население
В 1999 году население села составляло 594 человека (302 мужчины и 292 женщины). По данным переписи 2009 года, в селе проживали 563 человека (302 мужчины и 261 женщина).